# Rock of Ages (Wyoming)
Rock of Ages ist ein Berg im Grand-Teton Nationalpark im Westen des US-Bundesstaates Wyoming. Er hat eine Höhe von 3313 m und ist Teil der Teton Range in den Rocky Mountains. Er erhebt sich unmittelbar nördlich über den tief eingeschnittenen Cascade Canyon und liegt wenige Kilometer westlich des Jenny Lake. Nördlich liegt der Hanging Canyon mit dem kleinen Bergsee Lake of the Crags. Der Mount Saint John liegt rund 1 km nördlich des Rock of Ages, Symmetry Spire ca. 1 km östlich und The Jaw ca. 600 m westlich. Die Erstbesteigung erfolgte am 22. Juli 1932 durch Fred und Irene Ayers.

## Belege
1. ↑  Peakbagger: Rock of Ages. Abgerufen am 19. März 2021.
2. ↑  Geonames: Rock of Ages. Abgerufen am 19. März 2021.
3. ↑  Naturalatlas: Rock of Ages. Abgerufen am 19. März 2021 (englisch).
4. ↑  Leigh N. Ortenburger, Reynold G. Jackson: A Climber's Guide to the Teton Range. The Mountaineers Books, 1996, ISBN 978-0-89886-480-9 (google.de [abgerufen am 19. März 2021]).